# The Carpenter
The Carpenter är en låt skriven och framförd av det finska Symphonic power metal-bandet Nightwish. 1997 släpptes också en singel med samma namn.
Då detta är den enda singeln som släpptes från bandets debutalbum, Angels Fall First, är det den enda singeln där keyboardisten Tuomas Holopainen sjunger och gitarristen Emppu Vuorinen spelar bas.